# Santa Fe Stream
Koordinaten: 77° 43′ S, 162° 15′ O
Der Santa Fe Stream ist ein Gletscherbach im ostantarktischen Viktorialand. Er fließt 17 km östlich des Ferrar-Gletschers entlang der Nordflanke des unteren Abschnitts des Taylor-Gletschers in das westliche Ende des Bonneysees.
Das Advisory Committee on Antarctic Names benannte ihn 2014 nach einer gemeinsamen Tagung US-amerikanischer und neuseeländischer Wissenschaftler in Santa Fe im März 1995, deren Ergebnisse schließlich im Jahr 2004 dazu führten, dass die Antarktischen Trockentäler den Status eines besonders verwalteten Gebiets der Antarktis erhielten.